# Gouvernement Abdesslam
République algérienne
Ghozali II Malek
Le gouvernement de Belaïd Abdesselam était le gouvernement algérien en fonction du 8 juillet 1992 au 21 août 1993
Belaid Abdesselam est nommé Chef du gouvernement le 8 juillet 1992 et les membres du gouvernement le 19 juillet 1992. Le 25 octobre 1992, six ministres délégués et secrétaires d'État sont nommés. Un remaniement concernant quatre ministères a eu lieu le 3 février 1993.

## Composition
| Portefeuille | Ministre                                                        |
| --- | --------------------------------------------------------------- |
| Chef du gouvernement ministre de l’Économie                                                                          | Bélaïd Abdesselam                                               |
| Ministre de la Défense nationale                                                                                     | Khaled Nezzar (jusqu’au 10 juillet 1993) Liamine Zéroual        |
| Ministre des Affaires étrangères                                                                                     | Lakhdar Brahimi (jusqu’au 3 février 1993) Redha Malek           |
| Ministre de la Justice                                                                                               | Abdelhamid Mahi Bahi (jusqu’au 17 novembre 1992) Mohamed Teguia |
| Ministre de l’Intérieur et des Collectivités locales                                                                 | Mohamed Hardi                                                   |
| Ministre de l’Éducation nationale                                                                                    | Ahmed Djebbar                                                   |
| Ministre de l’Industrie et des Mines                                                                                 | Abdenour Keramane (jusqu’au 3 février 1993) Belkacem Belarbi    |
| Ministre des Moudjahidine                                                                                            | Brahim Chibout                                                  |
| Ministre de l’Agriculture                                                                                            | Mohamed Elyes Mesli                                             |
| Ministre des Affaires religieuses                                                                                    | Sassi Lamouri                                                   |
| Ministre de l’Habitat                                                                                                | Farouk Tebbal                                                   |
| Ministre de la Santé et de la Population                                                                             | Mohamed Seghir Babes                                            |
| Ministre du Travail et des Affaires sociales                                                                         | Mâamar Benguerba (jusqu’au 3 février 1993) Tahar Hamdi          |
| Ministre de la Formation professionnelle                                                                             | Djelloul Baghli                                                 |
| Ministre du Tourisme et de l’Artisanat                                                                               | Abdelwahab Bakelli                                              |
| Ministre de la Communication et de la Culture                                                                        | Hamraoui Habib Chawki                                           |
| Ministre de la Jeunesse et des Sports                                                                                | Abdelkader Khamri                                               |
| Ministre des Postes et Télécommunications                                                                            | Tahar Allan                                                     |
| Ministre des Transports                                                                                              | Mokhtar Meherzi (jusqu’au 3 février 1993) Mohand Arezki Isli    |
| Ministre de l’Énergie                                                                                                | Hacène Mefti                                                    |
| Ministre de l’Équipement                                                                                             | Mokdad Sifi                                                     |
| Ministre délégué au Trésor                                                                                           | Ahmed Benbitour                                                 |
| Ministre délégué auprès du ministre de l’Intérieur, chargé de la Sécurité publique, directeur de la Sûreté nationale | M'Hamed Tolba                                                   |
| Ministre délégué au Budget                                                                                           | Ali Brahiti                                                     |
| Ministre délégué au Commerce                                                                                         | Tahar Hamdi (jusqu’au 3 février 1993) Mustapha Mokraoui         |
| Ministre conseiller auprès du chef du gouvernement, chargé des affaires juridiques et administratives                | Meriem Belmihoub (nommée le 25 octobre 1992)                    |
| Ministre délégué auprès du chef du gouvernement, chargée de la Solidarité nationale                                  | Saïda Benhabyles (nommée le 25 octobre 1992)                    |
| Ministre délégué auprès du ministre de l’Économie, chargé de la Petite et Moyenne entreprise                         | Réda Hamiani (nommé le 25 octobre 1992)                         |
| Ministre délégué auprès du ministre des Affaires étrangères, chargé de la Coopération et des Affaires maghrébines    | Abdelaziz Khellef (nommé le 24 novembre 1992)                   |
| Secrétaire d’État auprès du ministre de l’Éducation nationale, chargé de l’Enseignement fondamental et secondaire    | Tahar Zerhouni (nommé le 25 octobre 1992)                       |
| Secrétaire d’État auprès du ministre de l’Éducation nationale, chargé de l’Enseignement supérieur                    | Tayeb Chérif (nommé le 25 octobre 1992)                         |
| Secrétaire d’État auprès du ministre de l’Éducation nationale, chargé de la Recherche scientifique                   | Malika Allab (nommée le 25 octobre 1992)                        |